# Зелёный Мыс (порт)
Зелёный Мыс — бывший российский арктический морской порт, в настоящее время имеющий статус морского терминала морского порта Тикси. Расположен в 3 км от посёлка Черский (Якутия), на правом берегу реки Колымы, в 130 км от её устья. Продолжительность навигации — в среднем 85 суток. В 2001 году грузооборот порта составлял 90 тыс. тонн.

## История
В 1911 году в устье Колымы вошёл пароход с одноимённым названием, который положил начало грузоперевозкам на северной реке.

### Советский период
В конце 1930-х — начале 1940-х годов сюда стали привозить заключённых. Здесь был создан небольшой рыбхоз (лагерь, в котором было 90 заключённых и 7 охранников) Северо-Восточного управления исправительно-трудовых лагерей (УСВИТЛ). Был построен небольшой дощатый пирс для небольших катеров и рыбацких лодок.
В ночь на 23 ноября 1937 года заключённые этой маленькой рыбопромысловой командировки (её списочный состав, включая вольнонаемных и колонистов, составлял 72 человека), боясь совершенно непредсказуемого начальника командировки М. Ф. Пупышева, и будучи встревожены слухами о начале войны, захвате японцами Дальнего Востока и падении власти в Москве, из-за страха перед возможной массовой расправой без единого выстрела разоружили охрану из трех человек, лишь один из которых (начальник) был вольнонаемным, и стали ждать приезда начальства. Но 16 декабря 1937 года отряд охраны окружил командировку и 28 декабря 1937 года по постановлению Тройки УНКВД по Дальстрою  трое руководителей выступления были расстреляны, а 15 января 1938 года были казнены ещё 46 его участников (только 22 из них были осуждены ранее за «контрреволюционные преступления»).
В 1960 году было начато строительство деревянного капитального причала. В это время через порт начали идти грузы для Чукотки, а также для артелей промышленного объединения «Северовостокзолото».
В 1966 году, в связи с началом строительства атомной электростанции, был заложен бетонный пирс.
К 1982 году перерабатывающая мощность порта достигла 500 тыс. тонн грузов.
В 2011 году распоряжением Правительства Российской Федерации от 18.08.2011 № 1458-р в целях оптимизации структуры морских портов акватория морского порта Зелёный Мыс была включена в границы акватории морского порта Тикси в связи нецелесообразностью создания в порту Зелёный Мыс отдельной администрации морского порта.